# Semiramida
Semiramida, legendarna asirska kraljica, također znana kao Semiramide i Šamiram. Postoji mnogo legendi koje su stvorene oko njezinih osobina. Legende su opisali Diodor Sicilski i ostali, o njenom odnosu s kraljem Ninom. Mnogo ljudi je pokušavalo nju identificirati među stvarnim osobama,.
Čak se nekad i usporedi sa Šamuramat, babilonskom suprugom Šamši-Adada V. (vladao 811. – 808. pr. Kr.).